# Międzynarodowy Dzień Młodzieży
Międzynarodowy Dzień Młodzieży (ang. International Youth Day = IYD) – święto obchodzone corocznie 12 sierpnia.

## Historia
Święto zostało ustanowione 17 grudnia 1999 roku przez Zgromadzenie Ogólne ONZ na wniosek Światowej Konferencji Ministrów Odpowiedzialnych za Sprawy Młodzieży (uchwała nr 54/120). Obchody święta są inicjatywą należącą do Światowego Programu Działań na Rzecz Młodzieży (ang. World Programme of Action for Youth).
W ramach corocznych (od 2000 roku) obchodów Międzynarodowego Dnia Młodzieży odbywają się konferencje, dyskusje, spotkania z przedstawicielami władz, warsztaty, przedsięwzięcia artystyczne i charytatywne. Celem święta jest uaktywnienie młodzieży, zachęcenie jej do działań na rzecz rówieśników i społeczności lokalnej, wymiana poglądów, przedstawianie władzom pomysłów i sugestii dotyczących rozwiązywania kwestii dotyczących młodzieży w danym kraju.

## Obchody
Obchody odbywają się co roku pod innym hasłem przewodnim określającym centralne zagadnienie danej edycji święta.
Hasła Międzynarodowego Dnia Młodzieży
- 2016: The Road to 2030: Eradicating Poverty and Achieving Sustainable Consumption and Production (Droga do 2030 r.: eliminacja biedy i osiągnięcie zrównoważonej produkcji i konsumpcji)[2][3]
- 2015: Youth Civic Engagement (Zaangażowanie młodzieży w życie społeczne)[4][5][6]
- 2014: Młodość i zdrowie psychiczne[7][8]
- 2013: Migracja Młodych Ludzi: Siła Napędowa Rozwoju[9]
- 2012: Building a Better World: Partnering with Youth[10]
- 2011: Change Our World[11]
- 2010: Dialog i Wzajemne Zrozumienie[12]
- 2009: Zrównoważony Rozwój: Nasze Wyzwanie, Nasza Przyszłość[13]
- 2008: Youth and climate change: Time for action (Młodzież wobec zmian klimatycznych: czas na działanie)[14]
- 2007: Be seen, Be heard: Youth participation for development (Dajcie się zauważyć, dajcie się usłyszeć – wkład młodzieży w rozwój)
- 2006: Tackling Poverty Together (Wspólne stawienie czoła biedzie: młodzi ludzie a zwalczanie ubóstwa)[15]
- 2005: WPAY+10: Making Commitments Matter[16]
- 2004: Youth in an Intergenerational Society (Młodzież w Wielopokoleniowym Społeczeństwie)[17]
- 2003: Finding decent and productive work for young people everywhere[18]
- 2002: Now and for the Future: Youth Action for Sustainable Development
- 2001: Addressing Health and Unemployment

Międzynarodowy Rok Młodzieży
Między 12 sierpnia 2010 r. a 11 sierpnia 2011 r. odbył się Międzynarodowy Rok Młodzieży pod hasłem:  Dialog i Wzajemne Zrozumienie.